# Tidszoner i Rigsfællesskabet
Rigsfællesskabet, der består af Danmark, Grønland og Færøerne, har fem forskellige tidszoner.
| Område              | Normaltid | Sommertid         | Sommertid            |
| ------------------- | --------- | ----------------- | -------------------- |
| Danmark             | UTC+01:00 | UTC+02:00         | Skiftedag følger EU  |
| Færøerne            | UTC±00:00 | UTC+01:00         | Skiftedag følger EU  |
| Danmarkshavn        | UTC±00:00 | (ingen sommertid) | (ingen sommertid)    |
| Grønland            | UTC-02:00 | UTC-01:00         | Skiftedag følger EU  |
| Pituffik Space Base | UTC-04:00 | UTC-03:00         | Skiftedag følger USA |

## Danmark
Den danske tidszone er UTC+01:00. Der er sommertid i Danmark UTC+02:00.

## Færøerne
Færøerne er beliggende i tidszonen UTC±00:00, og sommertid er UTC+01:00.

## Grønland
Der er tre tidszoner i Grønland.
Den primære tidszone er UTC-02:00, der gælder for det meste af landet. Landet overgik til denne tidszone den 25. marts 2023.
Der skiftes til sommertid (UTC-01:00) den sidste søndag i marts og tilbage til normaltid den sidste søndag i oktober.
De to øvrige tidszoner er for den internationale vejrstation Danmarkshavn og den amerikanske Pituffik Space Base, der henholdsvis benytter UTC±00:00 og UTC-04:00.

### Historie om tidszoner i Grønland
Grønland spænder geografisk over fem tidszoner. Det østligste punkt –  Nordostrundingen – er geografisk beliggende i UTC-01:00 og det vestligste punkt – Kap Alexander – er geografisk beliggende i UTC-05:00. 
Derfor har der historisk været flere tidszoner i Grønland. Frem til ændringen i 2023 var der følgende tidszoner i Grønland:
- Vestgrønlandsk tid (UTC-03:00) var den mest almindelige og dækkede de befolkningsrige områder på vestkysten, herunder hovedstaden Nuuk.
- Østgrønlandsk tid (UTC-01:00) omfattede blandt andet byen Ittoqqortoormiit.

Derudover har vejrstationen Danmarkshavn i den østlige del af landet altid haft tidszonen UTC±00:00 (GMT), og den amerikanske base benytter sig af UTC-04:00.

#### Ny tidszone
På efterårssamlingen i Inatsisartut i 2022 blev det besluttet, at det meste af Grønland skulle overgå til tidszonen UTC-02:00. Det blev samtidig besluttet, at afskaffe sommertid, dog først når det bliver gennemført i EU.
Tidszoneændringen har ført til protester og en underskriftsindsamling for at gå tilbage til UTC-03:00. På den baggrund stillede regeringspartiet Siumut i oktober 2024 et forslag om at gå tilbage til UTC-03:00 som den almindelige tidszone.